# VEB Leuchtenbau Leipzig
VEB Leuchtenbau Leipzig — компания-производитель элементов уличного освещения, основанная в 1951 году в Лейпциге, ГДР.

## История
Предшественником Leuchtenbau Leipzig была фабрика Körting & Mathiesen, производившая трансформаторное оборудование, а также газовые и керосиновые лампы. В 1923 году фабрика усилила темпы производства, сосредоточившись на производстве бытовой техники. В годы правления нацистов предприятие было национализировано и стало одним из лидеров в сфере производства бытовой техники, а в годы Второй мировой войны — боеприпасов. После окончания Второй мировой войны деятельность фабрики была взята под контроль советских сил, а в 1948 году предприятие было выкуплено и преобразовано в Лейпцигскую светотехническую спецфабрику (нем. Betriebes Leipziger Lichttechnische Spezialfabrik, VEB Lelifa). В 1951 году спецфабрика была преобразована в народное предприятие и получило нынешнее название Лейпцигский светотехнический завод (нем. VEB Leuchtenbau Leipzig, сокращённо LBL).
В конце 1950-х годов компания Leuchtenbau Leipzig выходит на рынок стран СЭВ, предлагая в своем активе передовые (в то время) модели светильников, рассчитанные как на подвесную, так и на консольную основу. Также предприятие занималось выпуском домашних светильников. В 1960 году предприятие запустило производство светильников серии «Mandoline», выполненного в продолговатой форме с поперечным миндалевидным разрезом для лампы внутри. Светильники линейки «Mandoline» получили широкое распространение во всех странах соцлагеря, а также в некоторых городах Африки и Ближнего Востока. В СССР светильники производства VEB Leuchtenbau Leipzig за свою характерную форму получили прозвища «ложки», «капли», «груши» и другие.
В 1970-х годах Leuchtenbau Leipzig открыл филиал в Восточном Берлине, продукция которой стала выпускаться под маркой VEB NARVA Leuchtenbau Leipzig. Торговое название NARVA составлено из аббревиатур химических веществ, соответствующих азоту (N), аргону (Ar) и вакууму (Va). Еще один филиал был открыт на базе предприятия AKA Electric в Шварценберге.
К 1985 году спрос на продукцию Leuchtenbau Leipzig спал по причине роста производства светильников собственных разработок. Берлинский филиал Leuchtenbau Leipzig проработал до середины 80-х годов, после чего производство было закрыто.
Компания упразднена 30 сентября 1993 года.

## LBL в СССР и на постсоветском пространстве
В Советском Союзе продукция Leuchtenbau Leipzig послужила основой для разработки её клонов на заводах ЛЗС и ХЗЭМИ, внешний облик которых зрительно отличался от оригинала.
К началу XXI века многие города на постсоветском пространстве уже полностью отказались от использования в системах уличного освещения светильников немецкого производства ввиду их сложности обслуживания. Большинство таких фонарей (включая линейку «Mandoline») комплектовались ртутными лампами высокого давления, использование которых в настоящее время сильно ограничивается по экологическим соображениям. Начиная с 2018 года вводится поэтапный запрет на их эксплуатацию. В подавляющем большинстве городов России, на рубеже 1980—2005 годов, немецкие фонари постепенно были вытеснены более дешёвыми и неприхотливыми моделями отечественного производства (КЭТЗ и ЛЗСИ), а начиная со второй половины 2010-х — плоскими светодиодными фонарями фирмы «Галад». В наше время фонари LBL всё ещё можно наблюдать в некоторых малонаселённых районах России, а также в ряде старых промзон и на территории гаражных кооперативов.

## В культуре
Немецкие уличные фонари можно заметить из кадров кинокартин «Мимино» (Рубик и Валико едут на самосвале по Садовому кольцу), «Иван Васильевич меняет профессию» (эпизоды с машинами режиссера Якина, милиции и скорой помощи на проспекте Калинина), «Ирония судьбы, или С лёгким паром!» (сцены в Москве) и «Белые росы» (Василий Ходас играет на гармошке, шагая по пустынной улице в Гродно).